# Plagiostromella leptodermidis
Plagiostromella leptodermidis är en svampart som beskrevs av S.K. Bose & E. Müll. 1979. Plagiostromella leptodermidis ingår i släktet Plagiostromella, klassen Dothideomycetes, divisionen sporsäcksvampar och riket svampar.   Inga underarter finns listade i Catalogue of Life.